# 西尾市立幡豆中学校
西尾市立幡豆中学校（にしおしりつ はずちゅうがっこう）は、愛知県西尾市西幡豆町にある公立中学校。

## 概要
- 西尾市立幡豆小学校校区と西尾市立東幡豆小学校校区の生徒が通学し、校区は旧・幡豆郡幡豆町全域に該当する[注釈 1][1]。

令和元年度の生徒の人数は、学校全体で307人であり、そのうち、通常学級の生徒が305人であり、特別支援学級の生徒は2人である。また、学年別の生徒の人数は、1年生が97人、2年生が104人、3年生が104人となっている。

## 沿革
- 1947年（昭和22年）4月 - 幡豆町立幡豆中学校として開校。
- 1966年（昭和41年） - 現在地に校舎が完成し、移転する。体育館が完成する。
- 1971年（昭和46年） - プールが完成する。
- 1989年（平成元年） - 新体育館が完成する。
- 2011年（平成23年）4月1日 - 幡豆町が西尾市に編入される。同時に西尾市立幡豆中学校に改称する。

## 交通アクセス
- 名鉄蒲郡線西幡豆駅下車、徒歩約10分。

## 周辺施設
- 西尾市立幡豆小学校
- 幡豆保育園
- 西尾市役所幡豆支所
- 西尾信用金庫幡豆支店
- 名鉄蒲郡線西幡豆駅